# Jolly Jumper (рок група)
Група Jolly Jumper (Џоли Џампер) je култна врањска и српска рок група, основана 1984. године. Ово је најдуговечнија рок група из Врања која и данас постоји и наступа.

## Историја
Ретки су рок бендови из Србије који могу да се похвале дугим музичким стажом и легендарним статусом. Свирати годинама на овим просторима, значи или борити се са ветрењачама па на једвите јаде истрајавати у томе што радиш, или једноставно се приклонити  естаблишменту и не бринути за будућност. Један од ретких бендова који није ишао линијом мањег отпора и увек био контра свим режимима и музичким трендовима су врањске рок легенде Jolly Jumper.
Оснивачи групе су браћа Давидовић, Ивица и Јовица, који не одустају од Jolly Jumper-а ни после више од три деценије постојања. Група је основана 1984. године, под снажним утицајем хард рока и нарочито Новог таласа британског хеви метала. На самом почетку, група је имала мали број својих песама, па је свирала обраде познатих и популарних рок група. Њихово јасно опредељење од самог почетка је било ауторски рад и аутентичност. Група никада није пристајала да буде у рукама естаблишмента зарад поена. Ипак, једина рокенрол константа у Врању је била и остала група Jolly Jumper која има око педесетак својих ауторских песама. Свој опстанак дугује пре тврдоглавости и упорности браће Давидовић, него бризи и свести људи да се легенде не препуштају случају и времену да чини са њима шта им је воља.

## Све поставе групе
За више од тридесет година постојања групе Jolly Jumper, променило се чак двадесет и пет његових постава, и прошло исто толико музичара, тако да се група може сматрати својеврсном школом врањског рока.

### 1984 - 1986
Слободан Мишић (бубњеви), Мирослав Анђелковић (бас), Слађан Антић (гитара), Ивица Давидовић (гитара) и Јовица Давидовић (вокал).
Група је почела са радом 14.10.1984. године, а свој први наступ je имала 15.11.1984. године. Ова првобитна постава Jolly Jumper-a у континуитету је свирала и радила до 27.11.1986. године. Најбољи и најважнији моменти ове поставке Jolly Jumper-а су чести концерти у сали новог Дома културе који је у то време представљао главно место окупљања младих у граду Врању. Честе свирке доносе велику популарност групи у самом граду. Радио Београд, у својој врло популарној и култној емисији Вече уз радио, 23.8.1985. године, емитује мини портрет групе и песму Учио сам многе школе.  Као подршка манифестацији Live Аid која се одржава у Лондону и Филаделфији, 26.7.1985. године група свира пред више од 2 000 људи, на популарном излетишту Ћошкa. Организатор дешавања је Новица Анђелковић тада познати ДЈ. Први пут у својој каријери 12.9.1986. године, група свира на, тада веома популарној, гитаријади у Лесковцу и побеђује у полуфиналу.

### 1987 - 1989
Милан Радуловић (бубњеви), Мирослав Анђелковић (бас), Ивица Давидовић (гитара) и Јовица Давидовић (вокал).
Ова постава бенда радила је од 8.6.1987. године до 10.12.1989. године. Главни правац и усмерење групе су остали слични првoj постави. Најбољи моменти ове поставе су чести наступи на гитаријади у Лесковцу, где група несвакидашњом фуриозном свирком побеђује 22.5.1988. године.Честе су свирке у тада новоoтвореном Омладинском клубу као и сали новог Дома културе. Ова постава свира са групом  Галија 23.5.1989. године у Хали спортова у Врању пред више од    2 500 људи. Јануара 1989. године две ауторске песме групе, Идемо јако и Горим, бивају високо пласиране на демо-топ листи Омладинског програма Радио Скопља. Горим  је у првих пет песама, а песма Идемо јако завршава на првом месту.

### 1990 - 1992
Срђан Јовановић (бубњеви), Дејан Ђорђевић (бас), Горан Спасић (гитара), Ивица Давидовић (гитара) и Јовица Давидовић (вокал).
У овом саставу група свира од 9.2.1990. године до 28.2.1992. године. Овај период доноси групи много живих наступа у дворишту Прибојчићеве куће. Из овог периода се издваја и веома интресантан наступ у Смедереву, са непознатим бубњарем. Наиме, врањски фолклор је ишао тамо на гостовање  и Jolly Jumper је кренуо са њима иако у том тренутку нису имали бубњара. Али, рок бенд без бубњара?! Ово показује њихову храброст и непоколебљивост, њихову оданост идеји рокенрола да не устукну ни пред каквим изазовима. Бенд је почео са свирком и онда се из позадине, као deus ex machna чуо бубањ. То је био неки учесник фолклорног оркестра који је решио да узме бубањ и попне се на сцену. Овај наступ је био један од оних који су вредни памћења, а име тог бубњара није познато до данас.
Веома запажени су концерти у Спортској хали у Врању на промоцији књиге Боре Ђорђевића као и наступ са Рибљом чорбом  на истом месту. Група се појавила и на телевизији у емисији Варошарије ТВ Нови Сад, као и на отварању телевизијског студија  РТ  Београд у Врању.

### 1992 - 1995
Ненад Микић (бубњеви), Раде Евтов (бас), Небојша Деспотовић (гитара), Ивица Давидовић (гитара) и Јовица Давидовић (вокал).
У овом периоду десио се можда најбољи концерт групе испред зграде Општине у Врању. Група Jolly Jumper је свирала сигурно боље организоване концерте, нарочито у свом каснијем раду, али то што се десило на степеништу испред општине 1.8.1992. године није био само концерт. Догађај који је без икакаве рекламе или политичких и других утицаја, сасвим спонтано и на сув квалитет, скупио у срцу града више хиљада људи и изазвао снажну рекацију присутних. О овом догађају и данас се, после толико година прича у суперлативу, са пуно емоција и узбуђења. Jolly Jumper је у том периоду просто оживела наступима двориште Прибојчићеве куће које је било мртво и празно. Група има одличан и запажен наступ 17.6.1995. године на првој и јединој  Врањској гитаријади, где свира у ревијалном делу програма. Гитаријада која, нажалост, није заживела била је идеја и творевина Небојше Петровића Левака. Што се клупских свирки тиче ова постава 26.2.1993. године има одличан наступ у Нишу у клубу Undergraund, где у двочосовној свирци представља само ауторске песме.
Ненад Микић бубњар, који је био познат под надимком Нешила, нажалост је изненада преминуо 12.04.2000. године у Врању.

### 1998 - 2000
Бобан Јањић (бубњеви), Данијел Мујакић (бас), Ивица Давидовић (гитара) и Јовица Давидовић (вокал).
После паузе због здравствених проблема, група у измењеном саставу наставља са концертима и наступима. На Александровачком језеру, на манифестацији Рок на води, група свира 25.7.1998. године један опус мрачнијих песама из свог репертoара што бива веома добро прихваћено од стране публике. Запажен је  и концерт 12.2.2000. године у тадашњем Омладинском културном центру. Група има и прво појављивање на некој изложби, што ће постати пракса у даљем постојању групе, и то 29.10.1998. године на изложби Зоране Петрушијевић у Галерији Народног музеја у Врању.

### 2005 - 2008
Милан Стојковић (бубњеви), Немања Станковић (бас), Давид Станојевић (гитара), Ивица Давидовић (гитара) и Јовица Давидовић (вокал).
У 2008. години Jolly Jumper свира као квартет, Давид Станојевић свира бас уместо Немање који напушта групу. Овај период обележила су стални концерти у Омладинском културном центру, било их је једанаест. Пет од ових једанаест концерата, преношено je уживо у директном укључењу у емисију Хит недеље Радио Београда-202. На манифестацији  Дани Врања 8.9.2006. године група свира заједно са ЈУ групом. Десио се и први инострани концерт у Бугарској у општини Дупница, 8.11.2008. године.

### 2009 - данас
Зоран Ђорђевић (бубњеви), Данијел Мујакић (бас), Давид Станојевић (гитара), Ивица Давидовић (гитара) и Јовица Давидовић (вокал).
Од августа 2011. године до октобра 2014. године група свира без Данијела Мујакића, бас је свирао Давид Станојевић. Ово је и актуелна постава и овај период који и данас траје обележило је много концерата и појављивања на разним местима у округу. Овај период организационо, представља најбољи период постојања групе. Озвучење, расвета, бина, опрема, искуство групе су најбољи у односу на претходне периоде. Издвајају се концери и наступи на Данима Преображањa, где је Jolly Jumper од 2012. сваке године саставни део манифестације. Тамо група свира са великанима ех-ју рок сцене, Галијом,  ЈУ групом, Црвеном јабуком, Ван Гогом, Рибљом чорбом, Кербером. Бележе и четири наступа на догађају Overloud где група свира раме уз раме са Рибљом чорбом, Дејаном Цукићем и Кербером. Треба поменути и три наступа на Данима Врања где је група свирала 21.8.2010. године са Партибрејкерсима. На музичкој радионици 7.7.2011. године коју је организовала Музичка школа Стеван Мокрањац  из Врања чланови групе свирају заједно са Влатком Стефановским.
Поводом тридесетог рођендана групе, који је прослављен у клубу Darkwood, врањски фанови рокенрола имали су јединствену прилику да уживају у непоновљивој четворочасовној свирци овог неуништивог рок бенда, у затамњеном и задимљеном сутерену, у атмосфери раних радова рок супкултуре. Симболички, наступ је личио на прву свирку, а опет имао је капацитет једног рок концерта. Све генерације, спојене у жижу рокенрола, те вечери су пливале на  острву грађанских слобода.

### Jolly Jumper …После кише - полуакустични дуо
Братислав Давидовић (клавијатуре), Јовица Давидовић (вокал)
Овaj полуакустични дуо проистекао из групе 2015. године, комбинује ауторски рад групе на један мало другачији начин. Дуо је учествовао врло запажено и са пуно емоција на изложбама пријатеља, било да су самосталне или заједничке. Дуо је нарочито поносан на наступ приликом заједничке изложбе порoдице Петрушијевић 2016. године, као и на изложбу Станише Стојиљковића Нитета, 2017. године. Песме групе добиле су ново рухо и представљене су на другачији начин, у сасвим различитом окружењу од онога на који је група иначе навикла, тако да су концептуално чинилe целину са изложбом.

## Песме
Све песме групе Jolly Jumper имају своју причу која се заснива на неком феномену. Углавном су песме везане за лично искуство, али и за општу ситуацију - песма Пацови, на пример, везана је за политичаре, Синђелић Стеван за српско јунаштво и жртвовање, Загризи мамац има јаку еротску димензију.
Најзначајније песме групе Jolly Jumper су:
- Загризи мамац
- Синђелић Стеван
- Идемо јако
- Убица
- Утваре
- Нема наде
- Пуцајте, ми смо српска деца
- Градска вожња, предпоследњи круг
- Балада о усамљеном каубоју
- Увуце се у своје мекано перје
- Горим
- Кад су цветале тикве
- Јуриш српске коњице
- Куда иду сенке ...

## Сви Jumper-ови људи:
- 1. Јовица Давидовић (вокал)
- 2. Ивица Давидовић (гитара)
- 3. Слађан Антић (гитара)
- 4. Мирослав Анђелковић (бас)
- 5. Слободан Мишић (бубњеви)
- 6. Милан Радуловић (бубњеви)
- 7. Радомир Ђорђевић (гитара)
- 8. Слађан Стајић (бубњеви)
- 9. Дејан Димић (гитара)
- 10. Горан Спасић (гитара)
- 11. Дејан Ђорђевић (бас)
- 12. Непознати бубњар са наступа у Смедереву 1990. године
- 13. Срђан Јовановић (бубњеви)
- 14. Небојша Деспотовић (гитара)
- 15. Ненад Микић (бубњеви)
- 16. Раде Евтов (бас)
- 17. Ненад Евтов (бас)
- 18. Ненад Митић (бас)
- 19. Данијел Мујакић (бас)
- 20. Бобан Јањић (бубњеви)
- 21. Далибор Настић (бубњеви)
- 22. Давид Станојевић (гитара)
- 23. Милан Стојковић (бубњеви)
- 24. Немања Станковић (бас)
- 25. Зоран Ђорђевић (бубњеви)
- 26. Братислав Давидовић (клавијатуре)
- 27. Владимир Ћуковић (гитара)

Град Врање и читав Пчињски округ имају чему да захвале овим људима јер су поред музике налазили времена и за хуманитарни рад. Увек се радо одазивају свакој хуманитарној акцији, иако о томе нерадо причају. Године 2016. у Галерији Народног музеја у Врању, организован је ликовно-музички перформанс под називом Blue је плаво,  на коме је петнаестак сликара уметнички стварало уз песме  Jolly Jumper-а. Догађај је био хуманитарног карактера, за обнову Позоришта Бора Станковић у Врању.
 На крају,  како рече Јовица Давидовић, кад ти све узму, остаје ти само понос и улица, ако ти узму и понос, остаје само улица... и онда је крај. Бори се до краја. 

## Галерија слика
- Jolly Jumper, 1984.
- Jolly Jumper, 1985. наступ у Педагошкој школи у Врању.
- Jolly Jumper, 1991.
- Jolly Jumper, 1992. на окупу
- Jolly Jumper, 1992. концерт испред врањске Општине.
- Jolly Jumper, 1998. у Галерији Народног музеја у Врању.
- Jolly Jumper, 1999. ОКЦЕ Врање
- Jolly Jumper, 2006.
- Jolly Jumper - мурал